# Twice Removed from Yesterday
Robin Trower abbandonati i Procol Harum dopo la registrazione di Broken Barricades (1971), per un breve periodo suona con i Jude, ma poi forma una sua band con il batterista Reg Isidore e reclutando dai Jude il bassista e vocalist James Dewar.  Nel 1973 realizza per la Chrysalis il suo primo album solista Twice Removed from Yesterday, prodotto da Matthew Fisher.

## Tracce

### Lato 1
1. I Can't Wait Much Longer (5:17)
2. Daydream (6:19)
3. Hannah (5:21)
4. Man Of The World (2:37)

### Lato 2
1. I Can't Stand it (3:36)
2. Rock Me Baby (4:15)
3. Twice Removed from Yesterday (3:50)
4. Sinner's Song (5:15)
5. Ballerina (3:40)

## Formazione
- Robin Trower - chitarra
- James Dewar  - basso e voce
- Reg Isidore  - batteria